# Völkermarkt (distrito)
| Distrito de Völkermarkt                                      |                                        |
| Estado                                                       | Caríntia                               |
| Capital                                                      |                                        |
| Área                                                         | 907,49 km²                             |
| População                                                    | 42,847 habitantes (1 de abril de 2009) |
| Densidade                                                    | 47 hab./km²                            |
| Website                                                      | Site oficial                           |
| Localização de Distrito de Völkermarkt no estado de Caríntia |                                        |
|                                                              |                                        |

O Distrito de Völkermarkt é um distrito da Áustria localizado no Estado da Caríntia.

## Cidades
- Bleiburg
- Völkermarkt

## Marktgemeinden
- Eberndorf
- Eisenkappel-Vellach
- Griffen

## Gemeinden
- Diex
- Feistritz ob Bleiburg
- Gallizien
- Globasnitz
- Neuhaus
- Ruden
- Sankt Kanzian am Klopeiner See
- Sittersdorf